# Taruga (género)
Taruga es un género de anfibios anuros de la familia Rhacophoridae endémicos de Sri Lanka.

## Lista de especies
El género incluye las siguientes especies según ASW:
- Taruga eques (Günther, 1858)
- Taruga fastigo (Manamendra-Arachchi & Pethiyagoda, 2001)
- Taruga longinasus (Ahl, 1927)

## Publicación original
- Meegaskumbura, M., S. Meegaskumbura, G. Bowatte, K. Manamendra-Arachchi, R. Pethiyagoda, J. Hanken, and C. J. Schneider . 2010. Taruga (Anura: Rhacophoridae), a new genus of foam-nesting tree frogs endemic to Sri Lanka. Ceylon Journal of Science. Biological Sciences 39: 75-94.